# Chorioamnionitis

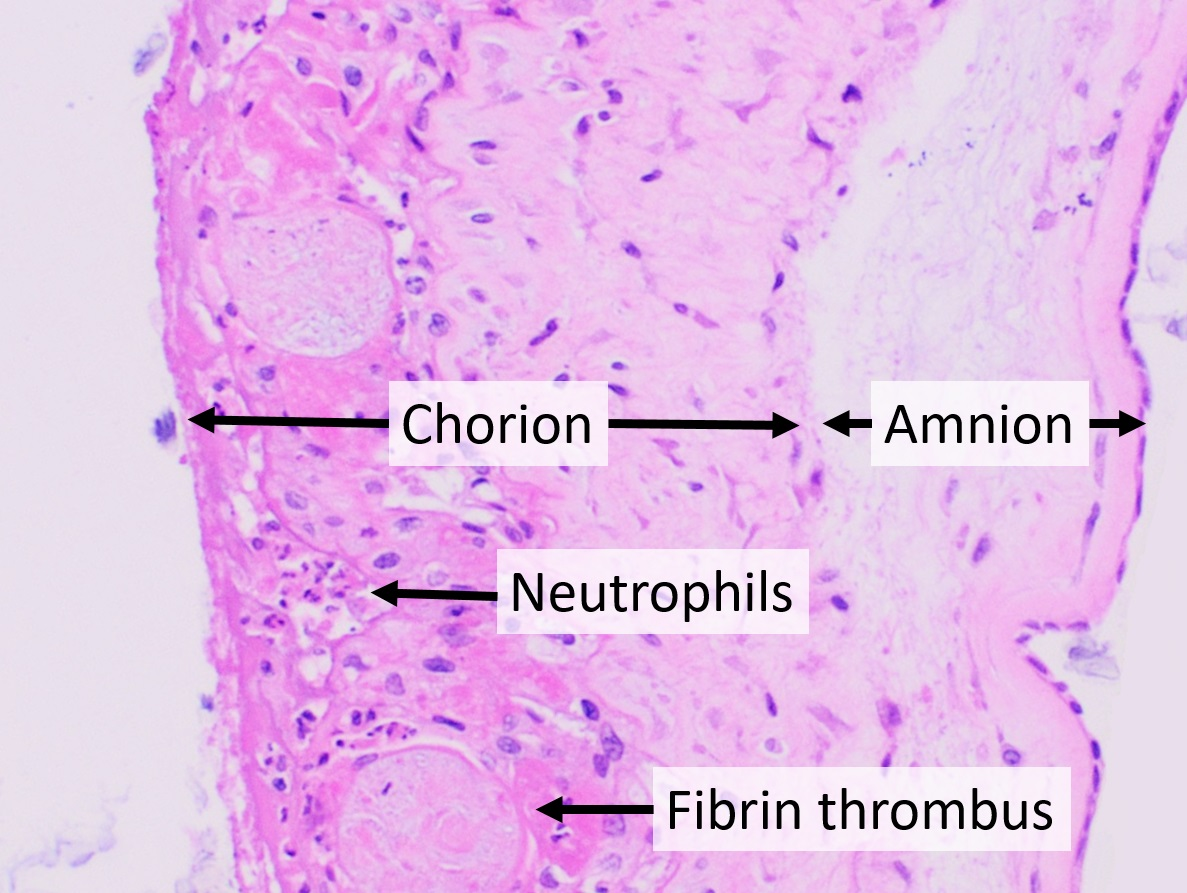
Acute chorioamnionitis met neutrofielen in het chorion. Ook fibrinestolsels (fibrin thrombus) zijn te zien, wat duidt op een ernstige foetale ontstekingsreactie. Hematoxyline-eosinekleuring.

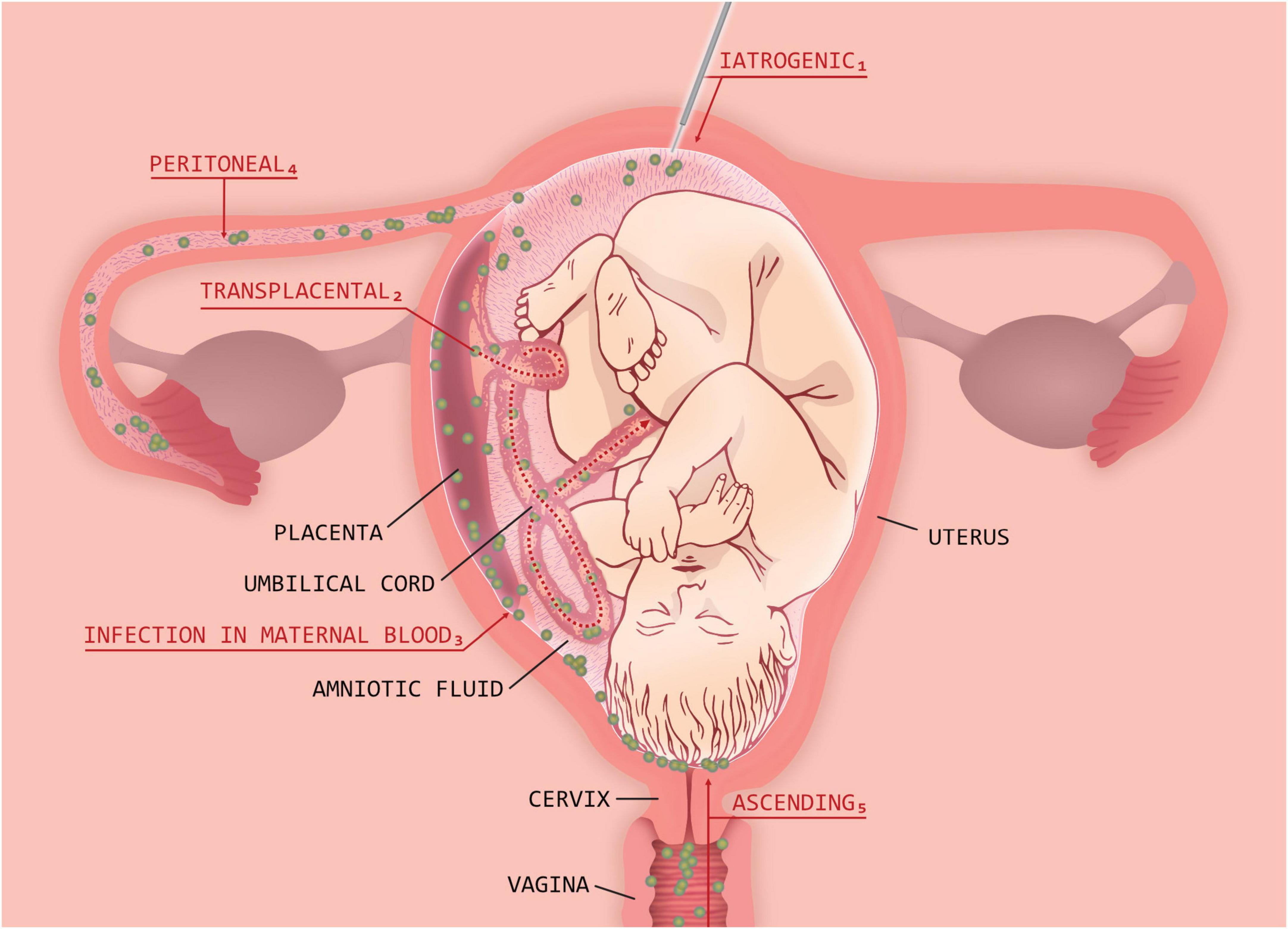
Mogelijke infectieroutes van chorioamnionitis

Chorioamnionitis is een infectie van het vruchtwater en de vruchtvliezen (amnion en chorion). Het wordt ook wel intra-amnioninfectie, ovulaire infectie of amnionitis genoemd en kan gepaard gaan met voortijdig breken van een van de vliezen of van de volledige vruchtzak (amnionholte). Het wordt in verband gebracht met ernstige ziekteverschijnselen en sterfte bij moeders en pasgeborenen. Chorioamnionitis wordt meestal in verband gebracht met vroeggeboorte, langdurige breuken van de vruchtvliezen, langdurige weeën, roken, meconiumhoudend vruchtwater, eerste zwangerschap, meerdere vaginale onderzoeken na het breken van de vliezen en vastgestelde virale of bacteriële infecties.
Zelfs schimmelinfecties kunnen chorioamnionitis veroorzaken. Meestal komt het door bacteriële infecties via de vagina met Ureaplasma urealyticum, Fusobacterium en Streptokokken. Minder vaak door de bacteriën Gardnerella vaginalis, Mycoplasma en Bacteroides. De seksueel overdraagbare infecties chlamydia en gonorroe kunnen ook chorioamnionitis veroorzaken. De ontstekingsreacie geeft verschillende ontstekingssignaalmoleculen vrij wat leidt tot verhoogde prostaglandine- en metalloprotease-afgifte. Deze stoffen bevorderen weeën (spiersamentrekkingen van de baarmoeder) en baarmoederhalsrijping (dunner worden en verkorting van de baarmoederhals), oorzaken van vroeggeboorte.
Het risico op het ontwikkelen van chorioamnionitis neemt toe met het aantal vaginale onderzoeken dat wordt uitgevoerd in de laatste maand van de zwangerschap, inclusief de bevalling. Roken en alcoholgebruik vergroot de kans op chorioamnionitis.
Chorioamnionitis wordt vroeg ontdekt door te kijken naar tekenen en symptomen zoals koorts, buikpijn of abnormale vaginale afscheiding.
Toediening van antibiotica als de vruchtzak voortijdig barst, kan het optreden van chorioamnionitis voorkomen.

## Gevolgen
Chorioamnionitis gaat mogelijke samen met talrijke aandoeningen bij de pasgeborene. Chorioamnionitis tijdens de bevalling kan samen gaan met neonatale pneumonie, meningitis, bloedvergiftiging en overlijden. Langetermijncomplicaties bij zuigelingen zoals bronchopulmonale dysplasie, hersenverlamming en het syndroom van Wilson-Mikity gaan samen met de bacteriële infectie.
Bovendien kan histologische chorioamnionitis, een ontsteking die de typische microbiologische of klinische bevindingen mist die verband houden met een acute infectie, de kans op necrotiserende enterocolitis bij pasgeborenen vergroten, waarbij een of meer delen van de darm afsterven. Dit gebeurt wanneer de foetale darmwand aangetast raakt en vatbaarder is voor infectie en bloedvergiftiging.  Bovendien kan chorioamnionitis fungeren als een risicofactor voor vroeggeboorte en periventriculaire leukomalacie (verweking (samenklontering of necrose) van de witte stof).